# 板状骨
板状骨あるいは粘骨（英 : Splenial bone）は、爬虫類、両生類、鳥類の下顎骨にある小さな骨で、通常は角骨と上角骨の間の舌側（舌に最も近い側）に位置している。